# Nepal International 2005
Die Nepal International 2005 im Badminton fanden vom 7. bis zum 11. Juni 2005 statt.

## Sieger und Platzierte
| Disziplin    | Gold                                                | Silber                                | Bronze                         |
| ------------ | --------------------------------------------------- | ------------------------------------- | ------------------------------ |
| Herreneinzel | Ahsan Qamar                                         | Thushara Edirisinghe                  | Wajid Ali Chaudhry             |
| Herreneinzel | Ahsan Qamar                                         | Thushara Edirisinghe                  | Utsav Mishra                   |
| Dameneinzel  | Renu Chandrika Hettiarachchige                      | Thilini Jayasinghe                    | Konika Rani Adhikary           |
| Dameneinzel  | Renu Chandrika Hettiarachchige                      | Thilini Jayasinghe                    | Sumina Shrestha                |
| Herrendoppel | Mir Tahir Ishaq Ahmed Waqas                         | Thushara Edirisinghe Duminda Jayakody | Pankaj Chand Pashupati Paneru  |
| Herrendoppel | Mir Tahir Ishaq Ahmed Waqas                         | Thushara Edirisinghe Duminda Jayakody | Ahsan Qamar Wajid Ali Chaudhry |
| Mixed        | Thushara Edirisinghe Renu Chandrika Hettiarachchige | Duminda Jayakody Thilini Jayasinghe   | Indra Mahata Pooja Shrestha    |
| Mixed        | Thushara Edirisinghe Renu Chandrika Hettiarachchige | Duminda Jayakody Thilini Jayasinghe   | Ahsan Qamar Sara Khan          |